# (168700) 2000 GE147
(168700) 2000 GE147 est un objet transneptunien du groupe des plutinos.

## Caractéristiques
2000 GE147 mesure environ 88 km de diamètre.

## Orbite
L'orbite de 2000 GE147 possède un demi-grand axe de 39,615 ua et une période orbitale d'environ 249 ans. Son périhélie l'amène à 30,348 ua du Soleil et son aphélie l'en éloigne de 48,882 ua. Il s'agit d'un plutino.

## Découverte
2000 GE147 a été découvert le 2 avril 2000.